# Todd-Synthese
Die Todd-Synthese, auch Lord-Todd-Synthese, ist eine Namensreaktion in der Organischen Chemie. Sie wurde nach ihrem Entdecker, dem britischen Chemiker Alexander Robertus Todd (1907–1997), benannt. Sie dient der Synthese von Adenin.

## Übersichtsreaktion
Die Reaktion erlaubt es, ausgehend von Formamidin und Phenylazomalodinitril Adenin zu synthetisieren.

## Reaktionsmechanismus
Im vorgeschlagenen Reaktionsmechanismus wird unter basischer Katalyse Formamidin mit Phenylazomalodinitril umgesetzt, dabei entsteht das Pyrimidin-Derivat 1. Anschließend wird 1  hydriert. Unter Abspaltung von Anilin entsteht 4,5,6-Triaminopyrimidin 2. Mit Natriumdithioformiat und durch Abspalten von Natriumhydrogensulfid (NaSH) und Schwefelwasserstoff (H2S) schließt sich der Imidazol-Ring. Somit kommt es zur Bildung des Adenins.